# إدوين براينت (كاتب)
إدوين براينت (بالإنجليزية: Edwin Bryant)‏ هو كاتب بريطاني، ولد في 31 أغسطس 1957 في إيطاليا.